# ژان-روژه کوسیمو
ژان-روژه کوسیمو (فرانسوی: Jean-Roger Caussimon‎; ۲۴ ژوئیهٔ ۱۹۱۸ – ۱۹ اکتبر ۱۹۸۵) بازیگر و خواننده اهل فرانسه بود.
از فیلم‌ها یا برنامه‌های تلویزیونی که وی در آن نقش داشته‌است می‌توان به لافایت، کن‌کن فرانسوی، بینوایان، فانتوماس در برابر اسکاتلندیارد، آخرین داوری، سه ملوان، و میلیدی و تفنگدارها اشاره کرد.